# One euro day
One euro day este un film românesc din 2014 regizat de Daniel Nicolae Djamo.